# 왕중왕 (1961년 영화)
왕중왕(King Of Kings)은 미국에서 제작된 니콜라스 레이 감독의 1961년 드라마 영화이다. 제프리 헌터 등이 주연으로 출연하였고 사무엘 브론스톤 등이 제작에 참여하였다.

## 출연

### 주연
- 제프리 헌터

### 조연
- 시옵한 맥케나
- 허드 햇필드
- 론 랜덜
- 비브카 린드포스
- 리타 갬
- 카르멘 세빌라
- 브리지드 바즐런
- 해리 가딩
- 립 톤
- 프랭크 드링
- 가이 롤프
- 로얄 다노

## 제작진
- 세트: 엔리크 알라르콘
- 특수효과: 리 레블랑
- 특수효과: 알렉스 G. 웰돈
- 의상: 조르쥬 왁헤비치

## 한국판 성우진 (MBC, 1983년 1월 2일)
- 윤지하
- 이성
- 한규희
- 김은영
- 김기현
- 정희선
- 김용식
- 김진숙
- 이영달
- 나성균
- 강성욱